# WA Tlemcen
El WA Tlemcen (en árabe: وداد تلمسان‎) es un equipo de fútbol de Argelia que milita en el Championat National de Deuxième Division, la segunda liga de fútbol más importante del país.

## Historia
Fue fundado en el año 1962 en la ciudad de Tlemcen y nunca han sido campeones del Championnat National de Première Division, la máxima categoría del fútbol en Argelia. Cuenta con dos títulos de copa en 5 finales que han jugado.
A nivel internacional han ganado la Liga de Campeones Árabe en 1 ocasión, y en torneos de la CAF han tenido dos apariciones, en las cuales nunca han podido avanza más allá de la primera ronda.

## Palmarés
- Copa de Argelia: 2

1997/98, 2001/02
- Liga de Campeones Árabe: 1

1998

## Participación en competiciones de la CAF
| Temporada | Torneo          | Ronda | Club       | Casa | Visita | Global  |
| --------- | --------------- | ----- | ---------- | ---- | ------ | ------- |
| 1999      | Recopa Africana | 1     | Al-Shat SC | 1-2  | 1-2    | 2-4     |
| 2003      | Recopa Africana | 1     | Al-Hilal   | 2-1  | 0-1    | 2-2 (a) |

## Gerencia
| Puesto        | Nombre                   |
| ------------- | ------------------------ |
| Presidente    | Mohamed Chaouki Benchouk |
| Administrador | Nasreddine Souleymane    |
| Contador      | Daho Benamar             |

## Jugadores destacados
| - Reda Acimi - Cheïkh Benzerga - Ali Dahleb - Sofiane Daoud | - Moustapha Djallit - Lounès Gaouaoui - Kamel Habri - Samir Hadjaoui | - Kheireddine Kherris - Hichem Mezaïr - Koh Traore - Carolus Andriamatsinoro |